# Kasztelania
Kasztelania (dawniej: okręg grodowy) – jednostka administracyjna podziału terytorialnego średniego szczebla w średniowiecznej Polsce, wchodząca w skład danej ziemi lub prowincji. Ośrodkiem kasztelanii był kasztel (zamek, znaczący gród lub dwór obronny). W II połowie XIV–XV wieku, kasztelania została zastąpiona przez system powiatowy.

## Historia
Organizacyjny wzór kasztelanii prawdopodobnie zaczerpnięto z Czech, a w XII w. przeniesiono go z Polski na Pomorze. W XII, XIII i początkach XIV wieku stanowiły one podstawowe jednostki administracyjne zastępujące dawne okręgi grodowe i ośrodki opolne. Liczba kasztelanii w Polsce za panowania Bolesława III Krzywoustego możliwe, że przekraczała 90. Na czele każdej z nich stał mianowany i odwoływany przez księcia dostojnik, zwany w źródłach datowanych na XII w. komesem, a od początku XIII w. – kasztelanem. Dysponował on z ramienia panującego delegowaną władzą sądową nad ludnością znajdującą się w pewnym okręgu województwa danej kasztelanii. Był też dowódcą miejscowego rycerstwa. Kasztelan miał 3 zastępców: wojskiego (tribunus), który pod nieobecność zwierzchnika kierował administracją kasztelanii i dowodził wojami, sędziego (iudex castri) i włodarza, który zajmował się poborem od ludności chłopskiej okręgu danin należnych monarchii z tytułu prawa książęcego. Część dochodów z tych danin i z opłat sądowych przypadała kasztelanom, jako uposażenie związane ze sprawowanym urzędem. 
Wśród historyków panuje przeświadczenie, że sieć kasztelanii utworzono w pierwszych dziesięcioleciach istnienia polskiej państwowości, prawdopodobnie organizując okręgi grodowe z istniejących wcześniej opoli. Rozwijający się w XIII w. immunitet, zwalniając ludność dóbr kościelnych i rycerskich od podległości prawu książęcemu i kasztelańskiej jurysdykcji, prowadził do upadku kasztelanii. W 1. połowie XIV w. system zarządu oparty na kasztelanii ustąpił ostatecznie miejsca administracji starościńskiej, a kasztelanowie przekształcili się w urzędników ziemskich.
Siedzibą kasztelanii i kasztelanów najczęściej były grody, zamki warowne lub nieduże twierdze, nazywane też kasztelami. Pełniły one funkcję reprezentacyjną, mieszkalną i obronną, zwykle były usytuowane w miejscach mających strategiczne znaczenie.

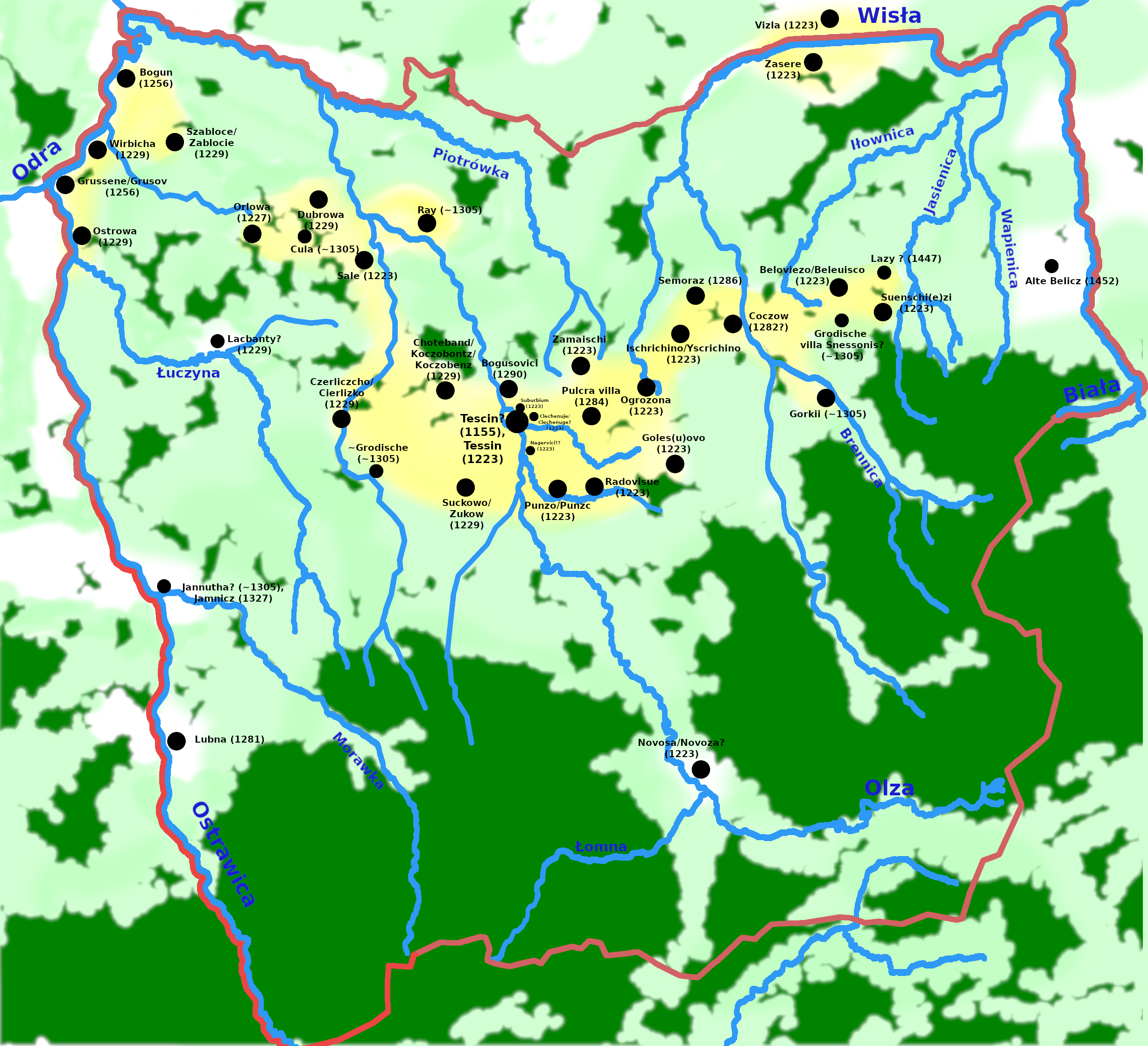
Mapa przedstawiająca osadnictwo na obszarze kasztelanii cieszyńskiej
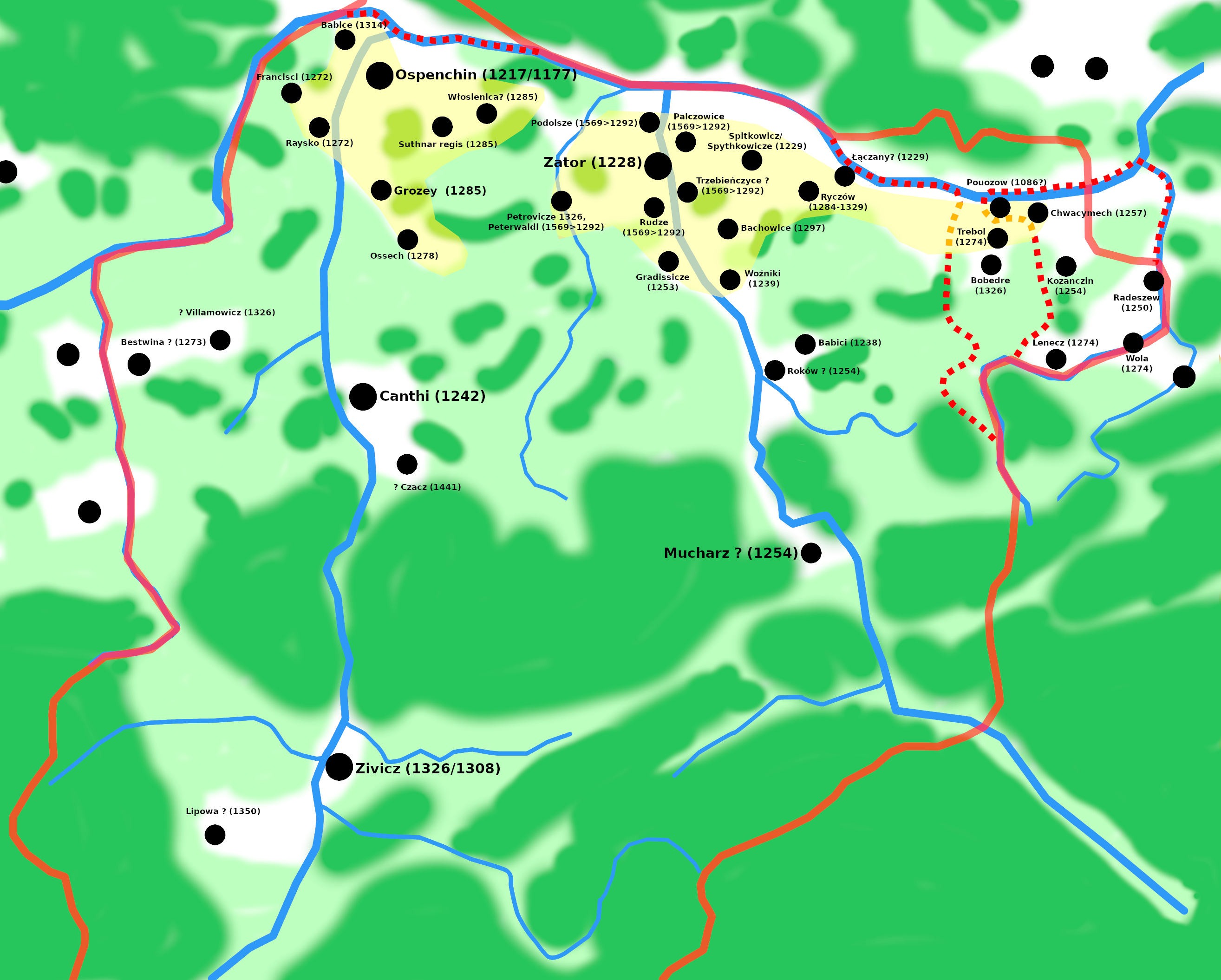
Mapa przedstawiająca osadnictwo na obszarze kasztelanii oświęcimskiej

## Rodzaje kasztelanii
| Kasztelania                    | Województwo                            |
| ------------------------------ | -------------------------------------- |
| Kasztelania bełska             | Województwo bełskie                    |
| Kasztelania lubaczowska        | Województwo bełskie                    |
| Kasztelania buska              | Województwo bełskie                    |
| Kasztelania brzeskokujawska    | Województwo brzeskokujawskie           |
| Kasztelania kruszwicka         | Województwo brzeskokujawskie           |
| Kasztelania kowalska           | Województwo brzeskokujawskie           |
| Kasztelania konarskokujawska   | Województwo brzeskokujawskie           |
| Kasztelania brzeskolitewska    | Województwo brzeskolitewskie           |
| Kasztelania pińska             | Województwo brzeskolitewskie           |
| Kasztelania bracławska         | Województwo bracławskie                |
| Kasztelania chełmińska         | Województwo chełmińskie                |
| Kasztelania czernihowska       | Województwo czernihowskie              |
| Kasztelania inflancka          | Województwo inflanckie                 |
| Kasztelania dorpacka           | Województwo inflanckie                 |
| Kasztelania inowrocławska      | Województwo inowrocławskie             |
| Kasztelania dobrzyńska         | Województwo inowrocławskie             |
| Kasztelania bydgoska           | Województwo inowrocławskie             |
| Kasztelania rypińska           | Województwo inowrocławskie             |
| Kasztelania słońska            | Województwo inowrocławskie             |
| Kasztelania kaliska            | Województwo kaliskie                   |
| Kasztelania gnieźnieńska       | Województwo kaliskie                   |
| Kasztelania lędzka             | Województwo kaliskie                   |
| Kasztelania nakielska          | Województwo kaliskie                   |
| Kasztelania biechowska         | Województwo kaliskie                   |
| Kasztelania kamińska           | Województwo kaliskie                   |
| Kasztelania kijowska           | Województwo kijowskie                  |
| Kasztelania żytomierska        | Województwo kijowskie                  |
| Kasztelania owrucka            | Województwo kijowskie                  |
| Kasztelania krakowska          | Województwo krakowskie                 |
| Kasztelania wojnicka           | Województwo krakowskie                 |
| Kasztelania sądecka            | Województwo krakowskie                 |
| Kasztelania biecka             | Województwo krakowskie                 |
| Kasztelania oświęcimska        | Województwo krakowskie                 |
| Kasztelania łęczycka           | Województwo łęczyckie                  |
| Kasztelania brzezińska         | Województwo łęczyckie                  |
| Kasztelania inowłodzka         | Województwo łęczyckie                  |
| Kasztelania konarskołęczycka   | Województwo łęczyckie                  |
| Kasztelania lubelska           | Województwo lubelskie                  |
| Kasztelania łukowska           | Województwo lubelskie                  |
| Kasztelania elbląska           | Województwo malborskie                 |
| Kasztelania czerska            | Województwo mazowieckie                |
| Kasztelania mazowiecka         | Województwo mazowieckie                |
| Kasztelania warszawska         | Województwo mazowieckie                |
| Kasztelania wiska              | Województwo mazowieckie                |
| Kasztelania wyszogrodzka       | Województwo mazowieckie                |
| Kasztelania zakroczymska       | Województwo mazowieckie                |
| Kasztelania ciechanowska       | Województwo mazowieckie                |
| Kasztelania liwska             | Województwo mazowieckie                |
| Kasztelania mińska             | Województwo mińskie                    |
| Kasztelania mozyrska           | Województwo mińskie                    |
| Kasztelania mścisławska        | Województwo mścisławskie               |
| Kasztelania nowogrodzka        | Województwo nowogrodzkie               |
| Kasztelania słonimska          | Województwo nowogrodzkie               |
| Kasztelania wołkowyska         | Województwo nowogrodzkie               |
| Kasztelania parnawska          | Województwo parnawskie                 |
| Kasztelania podlaska           | Województwo podlaskie                  |
| Kasztelania kamieniecka        | Województwo podolskie                  |
| Kasztelania płocka             | Województwo płockie                    |
| Kasztelania raciąska           | Województwo płockie                    |
| Kasztelania sierpska           | Województwo płockie                    |
| Kasztelania połocka            | Województwo połockie                   |
| Kasztelania gdańska            | Województwo pomorskie                  |
| Kasztelania poznańska          | Województwo poznańskie                 |
| Kasztelania międzyrzecka       | Województwo poznańskie                 |
| Kasztelania rogozińska         | Województwo poznańskie                 |
| Kasztelania śremska            | Województwo poznańskie                 |
| Kasztelania przemęcka          | Województwo poznańskie                 |
| Kasztelania krzywińska         | Województwo poznańskie                 |
| Kasztelania santocka           | Województwo poznańskie                 |
| Kasztelania rawska             | Województwo rawskie                    |
| Kasztelania sochaczewska       | Województwo rawskie                    |
| Kasztelania gostynińska        | Województwo rawskie                    |
| Kasztelania lwowska            | Województwo ruskie                     |
| Kasztelania przemyska          | Województwo ruskie                     |
| Kasztelania halicka            | Województwo ruskie                     |
| Kasztelania sanocka            | Województwo ruskie                     |
| Kasztelania chełmska           | Województwo ruskie                     |
| Kasztelania sandomierska       | Województwo sandomierskie              |
| Kasztelania wiślicka           | Województwo sandomierskie              |
| Kasztelania radomska           | Województwo sandomierskie              |
| Kasztelania zawichojska        | Województwo sandomierskie              |
| Kasztelania żarnowska          | Województwo sandomierskie              |
| Kasztelania małogoska          | Województwo sandomierskie              |
| Kasztelania połaniecka         | Województwo sandomierskie              |
| Kasztelania czechowska         | Województwo sandomierskie              |
| Kasztelania sieradzka          | Województwo sieradzkie                 |
| Kasztelania wieluńska          | Województwo sieradzkie                 |
| Kasztelania rozpierska         | Województwo sieradzkie                 |
| Kasztelania spicymierska       | Województwo sieradzkie                 |
| Kasztelania konarski sieradzka | Województwo sieradzkie                 |
| Kasztelania smoleńska          | Województwo smoleńskie                 |
| Kasztelania starodubowska      | Województwo smoleńskie                 |
| Kasztelania trocka             | Województwo trockie                    |
| Kasztelania grodzieńska        | Województwo trockie                    |
| Kasztelania kowieńska          | Województwo trockie                    |
| Kasztelania merecka            | Województwo trockie                    |
| Kasztelania wendeńska          | Województwo wendeńskie                 |
| Kasztelania wileńska           | Województwo wileńskie                  |
| Kasztelania brasławska         | Województwo wileńskie                  |
| Kasztelania lidzka             | Województwo wileńskie                  |
| Kasztelania oszmiańska         | Województwo wileńskie                  |
| Kasztelania wiłkomierska       | Województwo wileńskie                  |
| Kasztelania witebska           | Województwo witebskie                  |
| Kasztelania orszańska          | Województwo witebskie                  |
| Kasztelania wołyńska           | Województwo wołyńskie                  |
| Kasztelania żmudzka            | Województwo żmudzkie/Księstwo Żmudzkie |